# آرونا سنگانت
آرونا سنگانت (انگلیسی: Arouna Sangante؛ زادهٔ ۱۲ آوریل ۲۰۰۲) بازیکن فوتبال اهل سنگال است که در حال حاضر برای باشگاه فوتبال لو آور بازی می‌کند. 